# Alexander Grigorjewitsch Sarchi

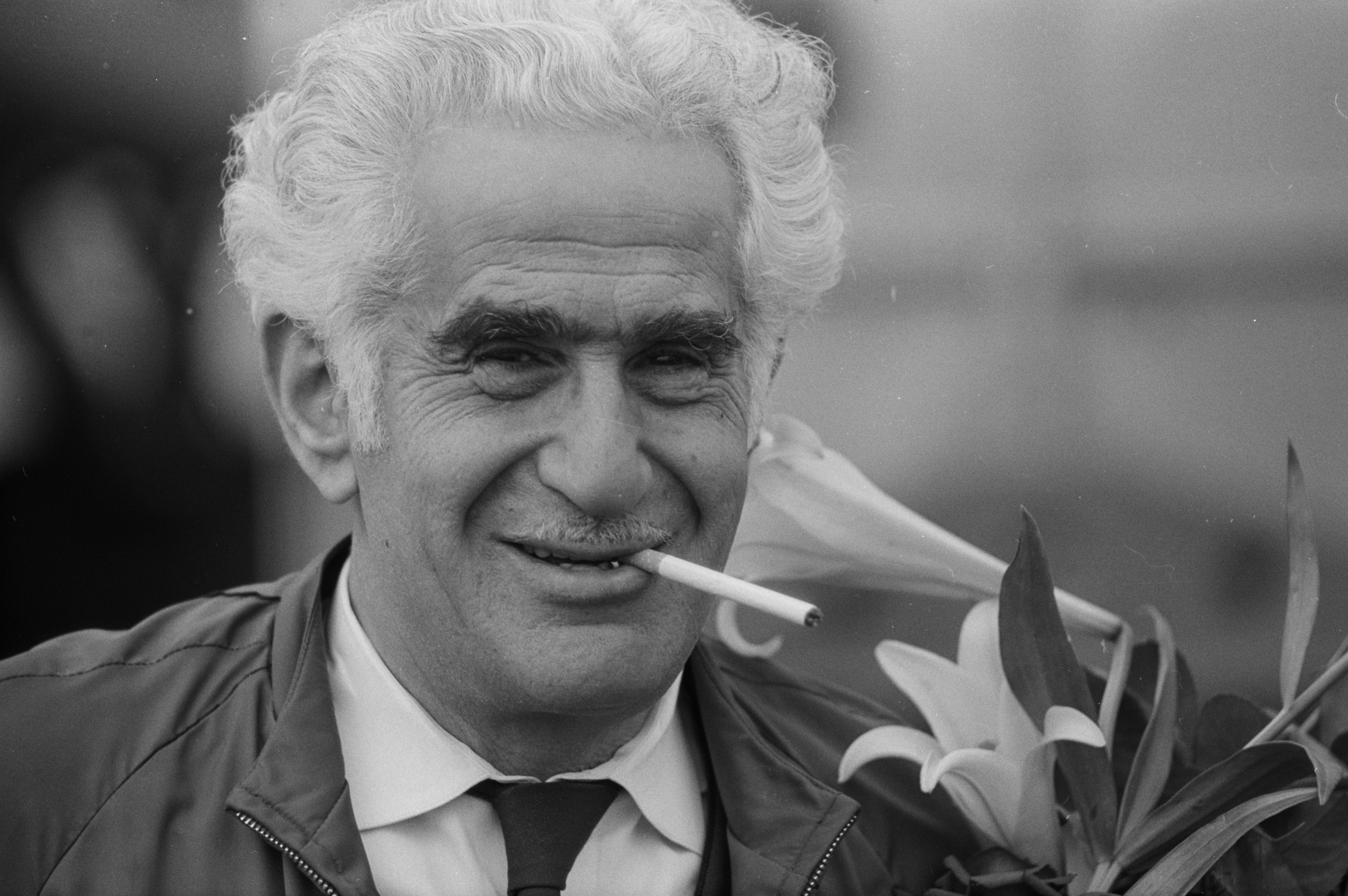
Alexander Sarchi im Jahr 1968

Alexander Grigorjewitsch Sarchi (russisch Александр Григорьевич Зархи; * 5. Februarjul. / 18. Februar 1908greg. in Sankt Petersburg, Russisches Kaiserreich; † 27. Januar 1997 in Moskau) war ein sowjetischer Filmregisseur und Drehbuchautor.
1969 wurde ihm der Titel Volkskünstler der UdSSR verliehen. Sein Film Sechsundzwanzig Tage im Leben von Dostojewski wurde auf dem 31. Internationalen Filmfestival in Berlin für den Goldenen Bären nominiert.

## Filmografie
- 1928: Der Klang des Metalls (Pesn o metalle})
- 1930: Wind im Gesicht (Weter w lizo), (Co-Regie mit Iossif Cheifiz)
- 1931: Mittag (Polden), (Co-Regie mit Iossif Cheifiz)
- 1933: Meine Heimat (Moja Rodina), (Co-Regie mit Iossif Cheifiz)
- 1935: Heiße Tage (Gorjatschije denetschki), (Co-Regie mit Iossif Cheifiz)
- 1937: Der Baltische Deputierte (Deputat Baltiki), (Co-Regie mir Iossif Cheifiz)
- 1940: Mitglied der Regierung (Tschlen prawitelstwa), (Co-Regie mit Iossif Cheifiz)
- 1942: Sein Name ist Sukhe-Bator (Jego sowut Suche-Wator), (Co-Regie mit Iossif Cheifiz)
- 1944: Малахов курган (Malachow-Kurgan), (Co-Regie mit Iossif Cheifiz)
- 1946: Im Namen des Lebens (Wo imja schisni), (Co-Regie mit Iossif Cheifiz)
- 1948: Die kostbare Saat (Dragozennyje serna), (Co-Regie mit Iossif Cheifiz)
- 1950: Die Feuer von Baku (Ogni Baku), (Co-Regie mit Iossif Cheifiz und Rsa Tachmasib)
- 1951: Колхоз "Рассвет" (Kolchos "Rasswet")
- 1952: Павлинка (Pawlinka)
- 1954: Нестерка (Nesterka)
- 1957: Die Höhe (Wysota)
- 1960: Menschen auf der Brücke (Ljudi na mostu)
- 1962: Mein jüngerer Bruder (Moi mladschi brat)
- 1963: Hello, Life!
- 1967: Anna Karenina
- 1973: Städte und Jahre (Goroda i gody)
- 1981: Geschichte eines unbekannten Künstlers (Powest o neiswestnom aktere)
- 1981: Sechsundzwanzig Tage im Leben von Dostojewski (Dwadzat schest dnei is schisni Dostojewskogo)
- 1986: Чичерин (Tschitscherin)

## Auszeichnungen (Auswahl)
- Volkskünstler der UdSSR, 1969
- Stalinpreis, 1941, 1946, 1947
- Held der sozialistischen Arbeit, 1978